# Backlash (2025)
Backlash 2025, promovat și sub numele de Backlash St. Louis, este un eveniment de wrestling profesionist produs de WWE. a fost al 20-lea eveniment Backlash și a avut loc sâmbătă, 10 mai 2025, la Enterprise Center din St. Louis, Missouri. Evenimentul a fost difuzat prin pay-per-view (PPV) și livestreaming și va include luptători din diviziile Raw și SmackDown ale promoției. Evenimentul este precedat de Wrestlemania 41.
Evenimentul va prezenta prima apariție a lui John Cena la un eveniment Backlash din 2009, care a fost și ultima sa apariție Backlash din cauza retragerii sale din wrestlingul profesionist la sfârșitul anului 2025.

## Producție
Backlash este un eveniment recurent de wrestling profesionist, înființat de WWE în 1999. A avut loc anual din 1999 până în 2009, dar a fost întrerupt până la reluarea sa în 2016 și a avut loc în fiecare an de atunci, cu excepția anului 2019. Conceptul original al evenimentului s-a bazat pe revanșa de la evenimentul emblematic al WWE, WrestleMania. Evenimentele dintre 2016 și 2020 nu au purtat această temă; cu toate acestea, show-ul din 2021 a readus evenimentul la conceptul său original.
Pe 14 martie 2025, WWE a anunțat că cea de-a 20-a ediție a Backlash, promovată ca „Backlash St. Louis”, va avea loc sâmbătă, 10 mai 2025, la Enterprise Center din St. Louis, Missouri, și vor participa wrestleri din diviziile Raw și SmackDown. Pe lângă difuzarea în format tradițional pay-per-view (PPV) la nivel mondial și prin streaming live pe Peacock în Statele Unite, evenimentul a fost disponibil și pe Netflix în majoritatea piețelor internaționale(inclusiv în România) și pe WWE Network în țările care nu au fost încă transferate la Netflix din cauza contractelor preexistente. Aceasta marchează prima transmisiune live pe Netflix Backlash după fuziunea WWE Network cu Netflix în ianuarie 2025. Biletele au fost puse în vânzare pe 21 martie prin Ticketmaster.

## Poveste
Evenimentul va include meciuri care rezultă din povești scrise. Rezultatele sunt predeterminate de scenariștii WWE pentru brandurile Raw și SmackDown, în timp ce poveștile sunt produse în emisiunile de televiziune săptămânale ale WWE, Monday Night Raw și Friday Night SmackDown.
În evenimentul principal al Nopții 2 din WrestleMania 41, John Cena a câștigat WWE Undisputed Championship, devenind un campion mondial WWE de 17 ori, un record. În Raw-ul următor, Cena s-a bucurat de victoria sa, doar pentru ca Randy Orton să-l atace pe Cena cu un RKO. În SmackDown, vinerea aceea, în timp ce Cena era pe cale să aibă un promo, a fost întrerupt de Orton, care a încercat să-l înteleagă pe acum heel-ul Cena, care se transformase în heel la Elimination Chamber: Toronto în martie. După un schimb de replici, Orton l-a provocat pe Cena la un meci pentru titlul său în acea seară; cu toate acestea, Cena a refuzat, declarând că meciul ar trebui să aibă loc în orașul natal al lui Orton, St. Louis, la Backlash. Meciul a fost ulterior oficializat și a fost prezentat ca „One Last Time”.
Înainte de prima seară a evenimentului WrestleMania 41, Bayley, care trebuia să facă echipă cu Lyra Valkyria într-un meci pentru WWE Women's Tag Team Championship în a doua seară a evenimentului, a fost găsită atacată în culise de un atacator necunoscut, ceea ce a obligat-o pe Valkyria să găsească un nou partener. În a doua seară, Becky Lynch a revenit în mod surprinzător ca parteneră misterioasă a Valkyriei și au câștigat WWE Women's Tag Team Championship. Cu toate acestea, într-o revanșă în seara următoare la Raw, au pierdut titlul, Valkyria fiind numărată. După meci, Lynch a atacat-o pe Valkyria, devenind heel pentru prima dată din 2022. Săptămâna următoare, Lynch a dezvăluit că ea a fost cea care a atacat-o pe Bayley și a declarat, de asemenea, că a atacat-o din cauza prieteniei Valkyriei cu Bayley, cu care Lynch a avut numeroase probleme în ultimii ani. Valkyria a întrerupt-o și a provocat-o pe Lynch să se lupte cu ea în acea seară, însă Lynch a refuzat. Valkyria a provocat-o apoi pe Lynch pentru un meci la Backlash, pentru WWE Women's Intercontinental Championship, care ulterior a acceptat.
În noaptea de după WrestleMania 41, la Raw, Gunther a ieșit și s-a certat cu comentatorii Michael Cole și Pat McAfee, deoarece se simțea lipsit de respect din partea lor după înfrângerea sa de la WrestleMania. Apoi, Gunther l-a atacat pe Cole, dar Pat a sărit în apărarea lui Michael Cole, Gunther strangulându-l pe McAfee. Ulterior, Gunther a fost amendat și suspendat de managerul general al Raw, Adam Pearce. Săptămâna următoare, McAfee a vrut să se lupte cu Gunther și i-a cerut managerului general al SmackDown, Nick Aldis, care îl înlocuia pe Pearce în acea seară, să ridice suspendarea lui Gunther. Aldis a refuzat și, în schimb, a propus un meci între ei la Backlash, lucru pe care McAfee l-a acceptat.
În prima seară a WrestleMania 41, Jacob Fatu l-a învins pe LA Knight pentru a câștiga WWE United States Championship, iar o zi mai târziu, în a doua seară, Drew McIntyre l-a învins pe Damian Priest într-un meci Sin City Street Fight. În următorul episod din SmackDown, în timpul sărbătorii Bloodline (Fatu și Solo Sikoa), Knight i-a întrerupt declarând că își dorește revanșa. Și McIntyre i-a întrerupt, declarând că își dorește și el un meci pentru titlu. Managerul General al SmackDown, Nick Aldis, programează un meci între Knight și McIntyre mai târziu în acea seară pentru a determina candidatul numărul unu la WWE United States Championship. În timpul meciului, Priest l-a atacat pe McIntyre, în timp ce Sikoa l-a atacat pe Knight, însă arbitrul a observat doar atacul lui Priest, acordându-i lui McIntyre o victorie prin descalificare. În următorul episod, Knight și Priest s-au confruntat într-un no-contest din cauza interferenței lui Sikoa. După meci, Priest și Knight s-au încăierat cu Fatu și Sikoa. Aldis avea să programeze apoi un meci în trei între Fatu, Priest și Knight pentru WWE United States Championship la Backlash, însă, după ce Sikoa a declarat că McIntyre ar trebui să primească un meci pentru titlu din cauza victoriei sale prin descalificare, Aldis a programat un meci în patru pentru titlu, McIntyre fiind adăugat.
În a doua seară a WrestleMania 41, Dominik Mysterio din Judgment Day a câștigat WWE Intercontinental Championship într-un meci fatal 4-way, în care au fost implicați Penta, colegul de echipă al lui Dom, Finn Bálor,  acesta fiind învins prin pin, și Bron Breakker. În următorul episod din Raw, Mysterio și-a apărat cu succes titlul împotriva lui Penta, după interferența lui JD McDonagh, care se întorcea. În episodul următor, Penta a intervenit în meciul pe echipe dintre Bálor și McDonagh, care i-a costat meciul. O săptămână mai târziu, Penta l-a învins pe McDonagh, în ciuda interferențelor lui Bálor și Carlito. Mai târziu în acea seară, s-a anunțat că Mysterio își va apăra titlul Intercontinental împotriva lui Penta la Backlash.

## Rezultate
| No.                                      | Rezultate                                                           | Tip de meci                                                   |
| ---------------------------------------- | ------------------------------------------------------------------- | ------------------------------------------------------------- |
| 1                                        | John Cena (c) învinge pe Randy Orton                                | Meci singles pentru Undisputed WWE Championship               |
| 2                                        | Lyra Valkyria (c) învinge pe Becky Lynch                            | Meci singles pentru WWE Women's Intercontinental Championship |
| 3                                        | Gunther învinge pe Pat McAfee                                       | Meci singles                                                  |
| 4                                        | Jacob Fatu (c) învinge pe LA Knight, Damian Priest și Drew McIntyre | Meci Fatal Four-way pentru WWE United States Championship     |
| 5                                        | Dominik (c) învinge pe Penta                                        | Meci Singles pentru WWE Intercontinental Championship         |
| \| (c) \| – Campionul înainte de meci \| |                                                                     |                                                               |
| (c)                                      | – Campionul înainte de meci                                         |                                                               |